# Jaime Fillol
Jaime José Fillol Durán (Santiago, Chile; 3 de junio de 1946) es un extenista chileno, conocido como el «principal tenista chileno durante los años 1970». Durante su carrera, ganó 24 títulos, 8 en individuales y 16 en dobles, modalidad en la cual ganó los Masters de Indianápolis en 1977 y Las Vegas en 1978. Llegó a la final del Torneo de Roland Garros en 1972 y 1975, respectivamente en dobles masculino y mixto; del Abierto de Estados Unidos en 1974, en dobles masculino; así como de la Copa Davis en 1976 representando a Chile. Su mejor puesto en la Clasificación de la ATP individual fue el 14.º en 1974 y en dobles, el 82.º en 1984. Formó con Patricio Cornejo la «mejor dupla tenística chilena del siglo XX», fue el «chileno mejor clasificado» entre las temporadas de 1969 y 1977, así como el presidente de la Asociación de Tenistas Profesionales entre 1978 y 1980.

## Trayectoria deportiva

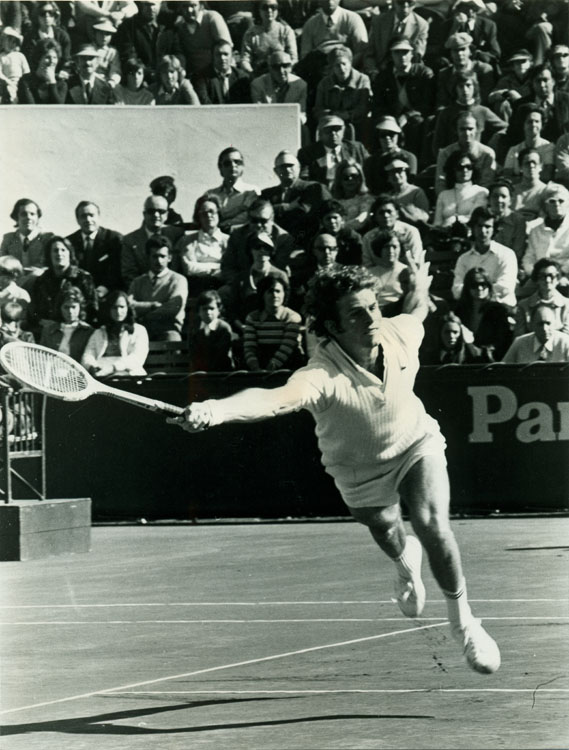
Fillol en 1973

Hijo de Jaime Fillol Basabe y de Elena Durán Kreisel. Es familiar de otros tenistas: hermano de Álvaro Fillol, padre de Jaime Fillol Haggstrom y abuelo de Nicolás Jarry. Comenzó a practicar tenis a los doce años de edad en el International Sporting Club en la ciudad de Santiago. Su máximo ídolo ha sido Rod Laver. Inauguró con su familia el Club de Tenis Jaime Fillol en 1981, el cual cerraron en 1991, año en que crearon la productora de eventos Promociones Fillol, con la que organizaron el Abierto de Chile de la categoría ATP 250 entre 1993 y 2014, así como el Challenger de Santiago II entre 2015 y 2017. Fue comentarista en la televisión chilena y el director de la carrera de educación física en la sede Santiago de la Universidad Andrés Bello.

### Copa Davis
Fue jugador del equipo chileno de Copa Davis de 1969 a 1980, en 1982 y 1983. De sus 73 partidos, ganó 31 y cayó en 42, teniendo un 42 % de rendimiento. Llegó a la final en 1976 con Cornejo y Belus Prajoux cuando el conjunto cayó ante Italia por 4-1 en Santiago, ha sido el más veterano en competir por este con 37 años y 119 días, así como el que ha jugado el partido y el set más largo en número de juegos en la historia del torneo, en dobles con Cornejo ante Estados Unidos con Erik van Dillen y Stan Smith en 1973, que ganó 9-7 39-37 6-8 1-6 3-6 (122). Este encuentro de la final de la Zona Americana fue el más largo en la historia del tenis, siendo superado en 2010 por el de John Isner y Nicolas Mahut en el Campeonato de Wimbledon con 183. Fue el capitán en los años 1980, sucediendo a Luis Ayala.

### Homenajes
En 2011 la Federación de Tenis de Chile tributó con galvanos personales a los equipos de la final de la Copa Davis de 1976, durante una serie ante Italia jugada en el Court Central del Estadio Nacional en Santiago. En 2015 la Federación Internacional de Tenis le entregó un trofeo del Premio Compromiso por haber disputado un mínimo de 20 series en la Copa Davis, durante su Reunión General Anual realizada en el Hotel Marriott Santiago. En 2019 el Ministerio del Deporte le otorgó un galvano y una bandera chilena por llevar al país a la final de la Copa Davis, durante un partido de exhibición entre Christian Garín y Nicolás Jarry desarrollado en el Gran Arena Monticello en San Francisco de Mostazal. Hay una calle con su nombre en la comuna chilena de Colina. 33°11′07″S 70°39′41″O / -33.1853948, -70.6612571

## Torneos de Grand Slam

### Finalista en Dobles (2)
| Año  | Torneo        | Pareja           | Oponentes en la final      | Resultado       |
| 1972 | Roland Garros | Patricio Cornejo | Bob Hewitt / Frew McMillan | 3-6 6-8 6-3 1-6 |
| 1974 | US Open       | Patricio Cornejo | Bob Lutz / Stan Smith      | 3-6 3-6         |

## Palmarés
| Leyenda                |
| Grand Slam (0)         |
| Tennis Masters Cup (0) |
| ATP Tour (8)           |

### Títulos en individuales (8)
| N.º | Año  | Torneo           | Superficie    | Oponente en la final | Resultado           |
| --- | ---- | ---------------- | ------------- | -------------------- | ------------------- |
| 1.  | 1968 | Indianápolis     | Tierra batida | Cliff Richey         | 6-1 7-5 6-2         |
| 2.  | 1971 | Tanglewood       | Tierra batida | Željko Franulović    | 4-6 6-4 7-6         |
| 3.  | 1971 | Washington       | Moqueta       | Thomaz Koch          | 6–1 3–6 6–4 6–7 6–4 |
| 4.  | 1973 | Tanglewood       | Tierra batida | Gerald Battrick      | 6-2 6-4             |
| 5.  | 1975 | Düsseldorf       | Tierra batida | Jan Kodeš            | 6-4 1-6 6-0 7-5     |
| 6.  | 1976 | Dayton           | Moqueta       | Andrew Pattison      | 6-4 6-7 6-4         |
| 7.  | 1981 | Ciudad de México | Tierra batida | David Carter         | 6-2 6-3             |
| 8.  | 1982 | Itaparica        | Moqueta       | Ricardo Acuña        | 7-6 6-4             |

La lista de títulos ganados por Jaime Fillol es sacada desde la mismísima página oficial de la ATP.

### Finalista en individuales (15)
- 1968: St. Petersburg (pierde ante Mike Belkin)
- 1969: St. Petersburg (pierde ante Zelko Franulovic)
- 1970: Merion (pierde ante Ray Ruffels)
- 1973: Johannesburgo WCT (pierde ante Brian Gottfried)
- 1973: Madrid (pierde ante Tom Okker)
- 1974: Orlando WCT (pierde ante John Newcombe)
- 1974: Louisville (pierde ante Guillermo Vilas)
- 1976: París Indoor (pierde ante Eddie Dibbs)
- 1976: Buenos Aires (pierde ante Guillermo Vilas)
- 1977: Montreal / Toronto (pierde ante Jeff Borowiak)
- 1977: Madrid (pierde ante Björn Borg)
- 1977: Santiago (pierde ante Guillermo Vilas)
- 1977: Buenos Aires (pierde ante Guillermo Vilas)
- 1977: Nottingham (final no jugada con Tim Gullikson a causa de lluvia)
- 1983: Viña del Mar (pierde ante Víctor Pecci)

### Títulos en dobles (16)
- 1969: Buenos Aires
- 1970: South Orange
- 1972: Caracas
- 1972: Buenos Aires
- 1975: Charlotte
- 1976: Toronto Indoor WCT
- 1977: Indianápolis
- 1977: Santiago
- 1978 Las Vegas
- 1978: Bogotá
- 1979: Quito
- 1980 :San José
- 1980: República de China
- 1980: Tokio Outdoor
- 1982: Quito
- 1983: Caracas

### Finalista en dobles (15)
- 1968: Cincinnati
- 1971: Bournemouth, Buenos Aires
- 1972: Bruselas, Roland Garros, Indianápolis
- 1974: Washington DC, US Open, Buenos Aires
- 1976: Dayton
- 1978: Monte Carlo WCT, Santiago
- 1979: Santiago (Final cancelada)
- 1981: Palermo, Buenos Aires.